# Johnny Gargano
 (juin 2021).
Pour les articles homonymes, voir Gargano (homonymie).
John Anthony Nicholas Gargano (né le 14 août 1987 à Cleveland (Ohio)) est un catcheur (lutteur professionnel) américain. Il travaille actuellement à la World Wrestling Entertainment, dans la division SmackDown, sous le nom de Johnny Gargano, où il est l'actuel champion par équipes avec Tommaso Ciampa.
Il a détenu à deux reprises le championnat Open The Freedom Gate ainsi que le championnat par équipe Open the United Gate avec Rich Swann et une fois les championnats par équipe de la NXT avec Tommaso Ciampa, trois fois le NXT North American Championship et une fois le NXT Championship.

## Carrière

### Débuts dans le catch sur le circuit indépendant
Gargano entre à l'école de catch de la Cleveland All Pro Wrestling à l'âge de 16 ans et il y fait ses débuts en fin d'année 2005. Il y remporte son premier titre en devenant champion poids-lourds junior le 8 octobre 2006, titre qu'il perd le 11 février 2007 face à Zach Gowen,.
Le 20 mars, il participe à l'enregistrement de SmackDown du 23 sous le nom de Cedric von Haussen, où il perd de manière expéditive face à MVP. Le 11 mai, il va à l'International Wrestling Cartel (IWC) en Pennsylvanie et devient avec Michael Facade champion par équipe de l'IWC après leur victoire dans un Gauntlet match par équipe. Ils perdent leur titre le 7 juillet face aux Gambino Brothers (Marshall et Mickey Gambino).
Le 8 février 2008, Gargano devient champion incontesté de la Championship Wrestling Experience après avoir remporté une bataille royale. Le 25 mai, il devient champion Intense de l'Absolute Intense Wrestling, une fédération de l'Ohio, en remportant un Iron Man match de 30 minutes face à Tyler Black. Le 18 juillet, il perd son titre de champion incontesté de la Championship Wrestling Experience et le 15 août, il fait un essai à la Ring of Honor où il affronte Sami Callihan et remporte son match, et le lendemain il ressent des douleurs au dos tellement fortes qu'il ne peut pas marcher,,. Il réussit cependant à continuer à lutter et le 13 septembre, il retourne à l'IWC où il devient champion Super Indy après sa victoire sur Jerry Lynn et Super Hentai dans un match à élimination et rend son titre le lendemain car en raison de sa blessure au dos il doit observer une période de repos et ne peut donc pas défendre son titre,.

### Absolute Intense Wrestling (2006–2016)

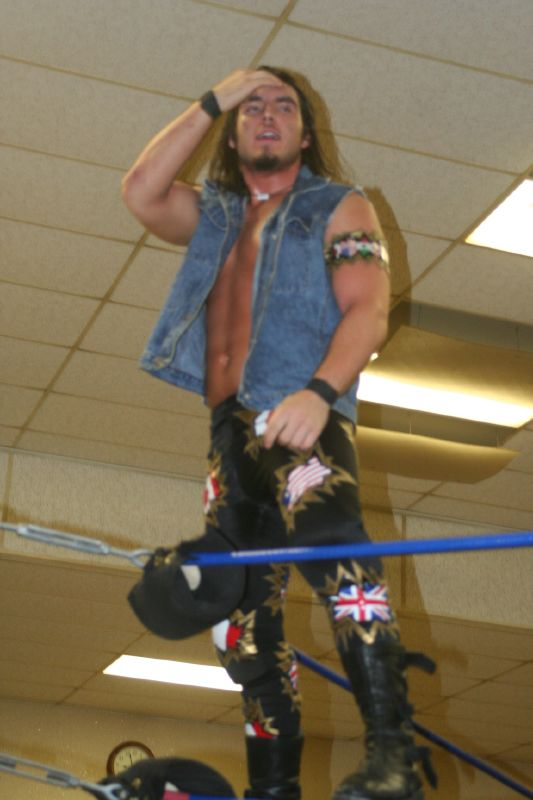
Gargano en Juin 2008

Il revient de sa blessure au dos le 2 mars 2012 où il remporte une bataille royale au cours d'une spectacle de l'Absolute Intense Wrestling pour désigner le challenger pour le titre poids-lourds.

### CHIKARA (2008, 2010-2013)
Le 14 juin 2008, il participe à la Young Lions Cup où Marshe Rockett l'élimine au premier tour du tournoi.
Il revient à la CHIKARA le 23 avril 2010 où il participe avec Aeroform (Flip Kendrick et Louis Lyndon) au tournoi King of Trios où ils ne passent pas le premier tour face à The Colony (en) (Fire Ant, Green Ant et Soldier Ant). Le 27 août, il participe à la Young Lions Cup et atteint la demi-finale après sa victoire sur Andy Ridge avant de se disqualifier dans un match à six à élimination où il donne un coup de pied dans l'entrejambe de Frightmare (en). Deux jours plus tard, il remporte un Royal Rumble match à 30 participants. Le 18 septembre, il commence à faire équipe avec Icarus (en) et Chuck Taylor et se font appeler Team F.I.S.T. et obtiennent la victoire face à The Soul Touchaz (en) (Marshe Rockett, Acid Jaz, et Willie Richardson). Il tente ensuite de ravir la Young Lions Cup de Frightmare sans succès à deux reprises le 23 octobre et le 21 novembre,.
Team F.I.S.T. participe au tournoi King of Trios et se qualifie pour la finale en éliminant Team Australia (Kabel, Percy T et Tama Williams) le 15 avril 2011 puis Team Osaka Pro (Atsushi Kotoge, Daisuke Harada et Ultimate Spider Jr.) le lendemain et Team Michinoku Pro (Dick Togo, Great Sasuke et Jinsei Shinzaki) le 17 avril et échouent en finale face à The Colony (en) (Fire Ant, Green Ant et Soldier Ant),,. Avec Chuck Taylor, il remporte le Campeonatos de Parejas de la CHIKARA le 18 septembre après leur victoire sur Mike Quackenbush (en) et Jigsaw (en) dans un match au meilleur des trois tombés. Ils défendent leur titre pour la première fois le 7 octobre face à Momo no Seishun Tag (Atsushi Kotoge et Daisuke Harada). The Colony (Fire Ant et Soldier Ant) ont ensuite un match pour le titre le 2 décembre mais ils échouent.
En raison de sa blessure au dos début 2012, Icarus (en) le remplace et Team FIST perd le titre le 24 mars face à Scott Parker et Shane Matthews,. Ils récupèrent le titre le 29 avril dans un match revanche et le 2 juin les Young Bucks (Matt et Nick Jackson) mettent fin à leur règne,. Gargano, Chuck Taylor et Icarus participent au tournoi King Of Trios à la mi-septembre où ils éliminent Team Osaka Pro (Ebessan, Kikutaro et Takoyakida) puis Team JWP (Command Bolshoi, Kaori Yoneyama et Tsubasa Kuragaki) avant de se faire sortir par The Spectral Envoy (Frightmare (en), Hallowicked (en) et UltraMantis Black (en)) en demi-finale,,.

### Dragon Gate USA et EVOLVE (2009-2016)
Début 2009, Gargano a lutté à la All American Wrestling, une fédération de Chicago, où il rencontre Colt Cabana qui lui a conseillé d'entrer en contact avec Gabe Sapolsky (en), un des cofondateurs de la Ring of Honor qui vient de quitter cette fédération pour créer la Dragon Gate USA (DGUSA). Il y fait ses débuts au cours du premier spectacle de cette fédération, Open The Historic Gate le 25 juillet, où il participe à un match à huit à élimination remporté par Lince Dorado. Il remporte son premier match dans cette fédération le 6 septembre au cours d'Open The Untouchable Gate dans un match à huit à élimination. Fin novembre, il va en Floride à la Full Impact Pro, une fédération partenaire de la DGUSA, où il participe à un tournoi organisé pour rendre hommage à Jeff Peterson où il se hisse en demi-finale et se fait éliminer par Silas Young,.
Le 16 janvier 2010, il participe au premier show de l'Evolve Wrestling, une fédération créé par Sapolsky, où il l'emporte sur Chris Dickinson. Fin mai, il annonce sur Youtube qu'il est désormais sous contrat avec la Dragon Gate USA. Le 24 juillet à Enter the Dragon 2010, il perd un match face à CIMA et ne peut pas choisir quel clan il va intégrer. Il tente d'intégrer WARRIORS International, le clan de CIMA, mais CIMA le snobe et Gargano intervient après la défaite de CIMA et Genki Horiguchi face à YAMATO et Akira Tozawa le 29 octobre au cours de Bushido: Code Of The Warrior et déclare en avoir assez et forme avec Chuck Taylor et Rich Swann leur propre clan baptisé Ronin. Le lendemain au cours de Freedom Fight 2010, Ronin l'emporte sur Austin Aries et WARRIORS International (Genki Horiguchi et Ricochet).
Fin janvier 2011, Gargano et Taylor participent au tournoi de type Round robin pour désigner les premiers champions Open The United Gate et malgré leur victoire sur les Blood WARRIORS (Naruki Doi et Ricochet) le 28 puis sur CIMA et Dragon Kid le lendemain ils ne remportent pas le titre à la suite de leur défaite sur WORLD-1 (Masato Yoshino et PAC) le 30 janvier qui en remportant leurs trois matchs deviennent champion,,. En mars, Ronin part au Japon à la Dragon Gate où ils continuent leur rivalité avec Blood WARRIORS en remportant un match face à CIMA, Naoki Tanizaki et Naruki Doi le 1er mars,. De retour aux États-Unis, il affronte CIMA le 1er avril à Open The Southern Gate et perd le combat. Le lendemain, Ronin se fait battre par les Blood WARRIORS (CIMA, Naruki Doi et Ricochet). Le 5 juin au cours d'Enter The Dragon 2011: Second Anniversary Celebration, Ronin et Masato Yoshino sortent vainqueur d'un match par équipe à élimination face à Blood WARRIORS (CIMA, Austin Aries et Brodie Lee) où Gargano fait abandonner CIMA puis Aries ; en fin de soirée son clan intervient à la suite de l'attaque de CIMA et son clan sur YAMATO qui vient de défendre son titre de champion Open The Freedom Gate. Le 9 septembre, Gargano provoque YAMATO en déclarant qu'il compte remporter son titre et voit Taylor et Swann champion Open The United Gate ; en découle un match entre YAMATO et Masato Yoshino contre Gargano et Chuck Taylor que ces derniers perdent mais YAMATO annonce que les trois membres de Ronin ont droit à un match pour le titre Open the Freedom Gate. Le 28 et 29 octobre, il participe à la Jeff Peterson Memorial Cup organisée par la Full Impact Pro où il atteint la finale en éliminant John Silver, Jonathan Gresham puis Mike Cruz avant de perdre face à AR Fox. Le 13 novembre, il a son match pour le championnat Open the Freedom Gate face à YAMATO et sort vainqueur de cet affrontement.
Il effectue sa première défense le 14 janvier 2012 à EVOLVE 10: A Tribute to The Arena où il conserve son titre face à Ricochet, en fin de match Gargano ne peut pas se relever et quitte l'Asylium Arena dans une ambulance pour rejoindre un des hôpitaux de Philadelphie pour soigner une blessure au dos,. Peu de temps après cela, il déclare que le 1er janvier dernier il a ressenti une douleur dans le bas du dos et du bassin et a néanmoins souhaité participer à EVOLVE 10 et se souviens que lors de son affrontement face à Ricochet il perd ses sensations au niveau de ses jambes au bout de deux minutes. Il revient à la DGUSA le 29 mars où son clan perd un match par équipe de trois remporté par MAD BLANKEY (Akira Tozawa, BxB Hulk et Uhaa Nation) comprenant aussi DUF (Arik Cannon (en), Pinkie Sanchez (en) et Sami Callihan). Le lendemain, avec Chuck Taylor il perd un match pour désigner les nouveaux champions Open the United Gate face à WORLD-1 International (Masato Yoshino et Ricochet). Le 31 mars, il défend avec succès son titre de champion Open the Freedom Gate face à Masato Yoshino. Le 12 mai, il conserve son titre face à AR Fox au cours d'EVOLVE 13.
Lors de REVOLT! 2014, il conserve son titre contre Trent Barreta. Lors de Way Of The Ronin 2014, il conserve son titre contre Roderick Strong.
Lors d'Evolve 42, lui et Rich Swann battent Anthony Nese & Caleb Konley dans un Street Fight Tag Team Match et remportent les Open The United Gate Championship.
Lors d'Evolve 51, il perd contre Timothy Thatcher et ne remporte pas le Evolve Championship.
Du 22 au 24 janvier 2016, Gargano et Drew Galloway sont entrés dans un tournoi de trois jours pour couronner les tout premiers Evolve Tag Team Champions. Lors d'Evolve 53 ils battent Catch Point (Drew Gulak et TJ Perkins), Lors d'Evolve 54 ils battent The Bravado Brothers et en finale lors d'Evolve 55, ils battent Chris Hero et Tommy End pour remporter le tournoi et titres par la même occasion. Lors d'Evolve 59, ils perdent les titres contre Catch Point (Drew Gulak et Tracy Williams). Après le match, Galloway se retourne contre Gargano.

### Pro Wrestling Guerrilla (2013-2015)
Lors de PWG All Star Weekend 10 - Tag 1, il bat Davey Richards. Lors de PWG All Star Weekend 10 - Tag 2 il perd contre Adam Cole et ne remporte pas le PWG World Championship.

### Diverses fédérations (2009-2016)
Le 9 avril 2011, il participe au tournoi Best of the Best X organisé par la Combat Zone Wrestling et ne passe pas le premier tour à la suite de sa défaite face à Adam Cole dans un match à élimination comprenant aussi Kyle O'Reilly.

### World Wrestling Entertainment (2015-2021)

#### Débuts àNXTet champion par équipe de laNXTavec Tommaso Ciampa (2015-2017)
Le 9 septembre 2015 à NXT, il fait ses débuts dans le show jaune, aux côtés de Tommaso Ciampa et ensemble, les deux hommes battent Bull Dempsey et Tyler Breeze au premier tour du tournoi Dusty Rhodes Tag Team Classic. La semaine suivante à NXT, ils perdent face à Baron Corbin et Rhyno en quart de finale du tournoi.
Le 20 août 2016 à NXT TakeOver: Brooklyn II, ils ne remportent pas les titres par équipe de la NXT, battus par les Revival (Dash Wilder et Scott Dawson).
Le 19 novembre à NXT TakeOver: Toronto, ils deviennent les nouveaux champions par équipe de la NXT en battant ses mêmes adversaires dans un 2 Out of 3 Falls Match, remportant les titres pour la première fois de leurs carrières.
Le 28 janvier 2017 à NXT TakeOver: San Antonio, ils perdent face à AOP (Akam et Rezar), ne conservant pas leurs titres et mettant fin à un règne de 70 jours.
Le 1er avril à NXT TakeOver: Orlando, ils ne remportent pas les titres par équipe de la NXT, battus par ses mêmes adversaires dans un Triple Threat Elimination Tag Team Match, qui inclut également les Revival.

#### Rivalités avec Tommaso Ciampa et Aleister Black (2017-2018)

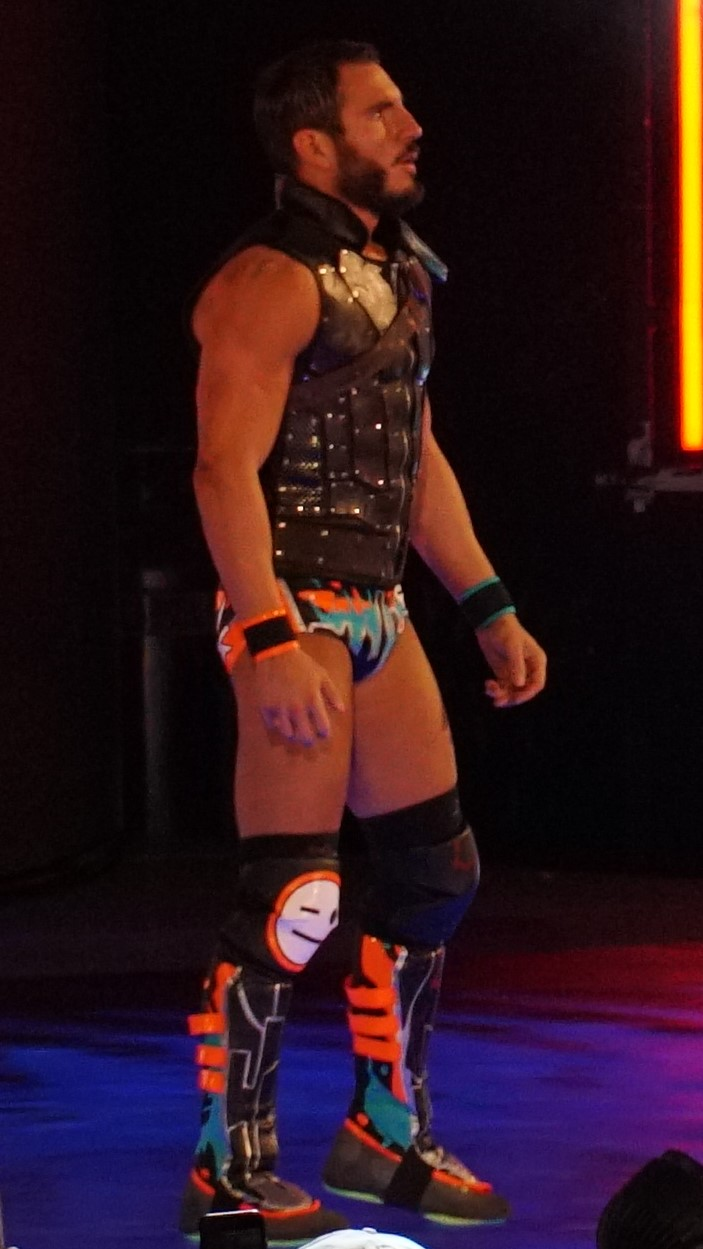
Gargano à NXT Takeover: New Orleans en Avril 2018

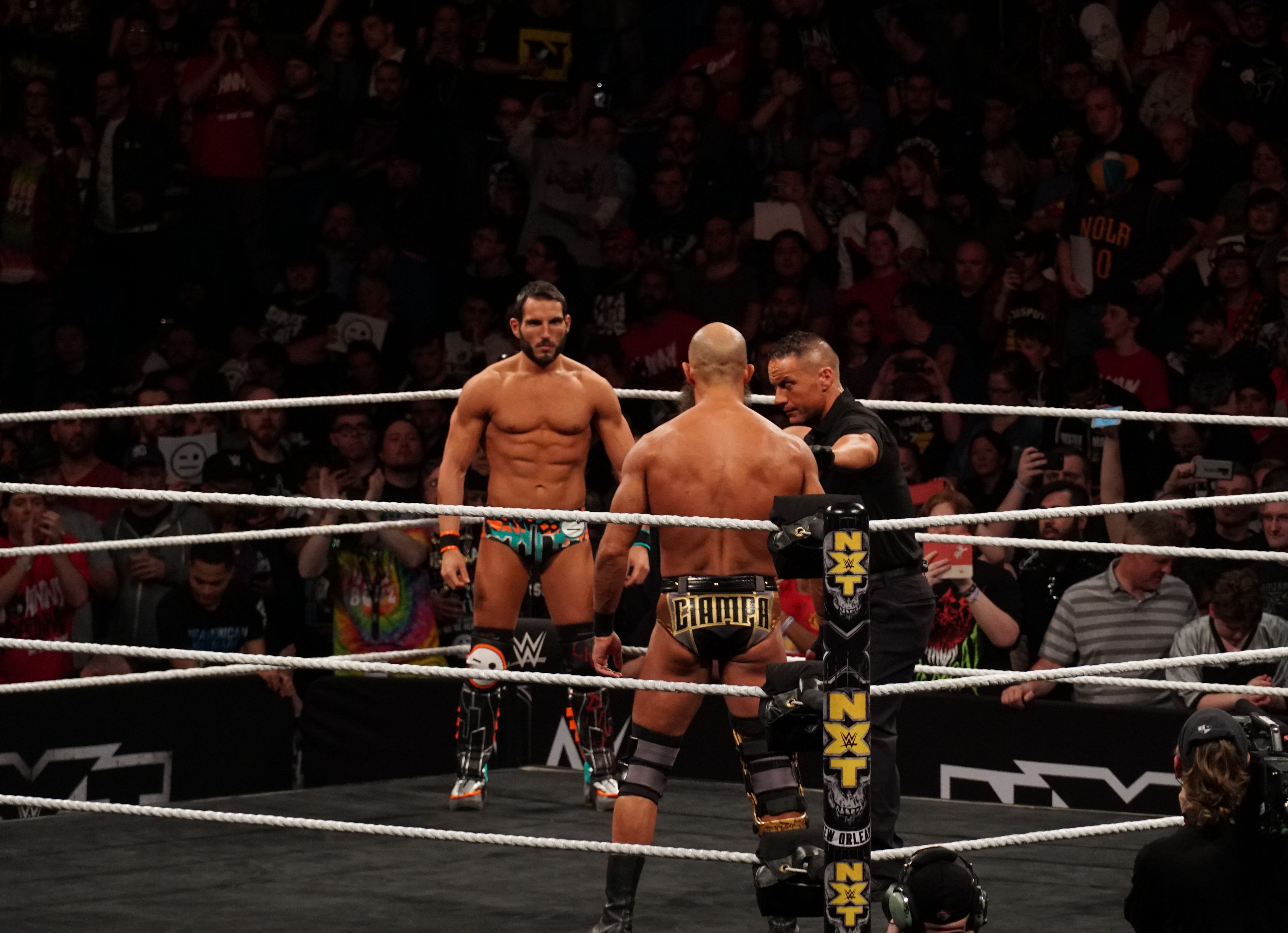
Gargano faisant face à Tommaso Ciampa à NXT Takeover: New Orleans en Avril 2018

Le 20 mai à NXT TakeOver: Chicago, ils ne remportent pas, une nouvelle fois, les titres par équipe de la NXT, battus par leurs mêmes adversaires dans un Ladder match. Après le combat, son désormais ex-partenaire effectue un Heel Turn en se retournant contre lui, ce qui met fin à leur alliance.
Le 19 août à NXT TakeOver: Brooklyn III, il perd face à Andrade "Cien" Almas.
Le 27 janvier 2018 à NXT TakeOver: Philadelphia, il ne remporte pas le titre de la NXT, battu par son même adversaire. Après le combat, son ancien partenaire fait son retour et l'attaque avec une béquille.
Le 7 avril à NXT TakeOver: New Orleans, il bat Tommaso Ciampa dans un Unsanctioned match et conserve sa place dans la brand jaune. Le 16 juin à NXT TakeOver: Chicago II, il perd face à son rival dans un Chicago Street Fight match.
Le 18 août à NXT TakeOver: Brooklyn 4, il ne remporte pas le titre de la NXT, battu par son même adversaire dans un Last Man Standing match.
Le 24 octobre à NXT, il effectue un Heel Turn en se révélant comme étant l'agresseur d'Aleister Black, puis porte un Superkick à ce dernier. Le 17 novembre à NXT TakeOver: WarGames II, il perd face au Hollandais.

#### Champion Nord-Américain de laNXTet champion de laNXT(2019)
Le 26 janvier 2019 à NXT TakeOver: Phoenix, il devient le nouveau champion Nord-Américain de la NXT en battant Ricochet, remportant le titre pour la première fois de sa carrière. Plus tard dans la soirée, après la conservation du titre de la NXT de Tommaso Ciampa face à Aleister Black, il rejoint son partenaire et les deux hommes célèbrent ensemble. Le 18 février à Raw, ils font leurs débuts dans le show rouge, disputent leur premier match et battent les champions par équipe de Raw, les Revival, dans un match sans enjeu. Le lendemain à SmackDown Live, ils font également leurs débuts dans le show bleu, disputent leur premier match et battent The Bar. Le lendemain à NXT, il ne conserve pas sa ceinture, battu par The Velveteen Dream, ce qui met fin à un règne de 25 jours. Le 13 mars à NXT, Tommaso Ciampa et lui perdent face à Aleister Black et Ricochet en demi-finale du tournoi Dusty Rhodes Tag Team Classic. Après le combat, il effectue un Face Turn, car son propre partenaire a voulu le balancer contre l'écran, mais il retourne la situation à son avantage.

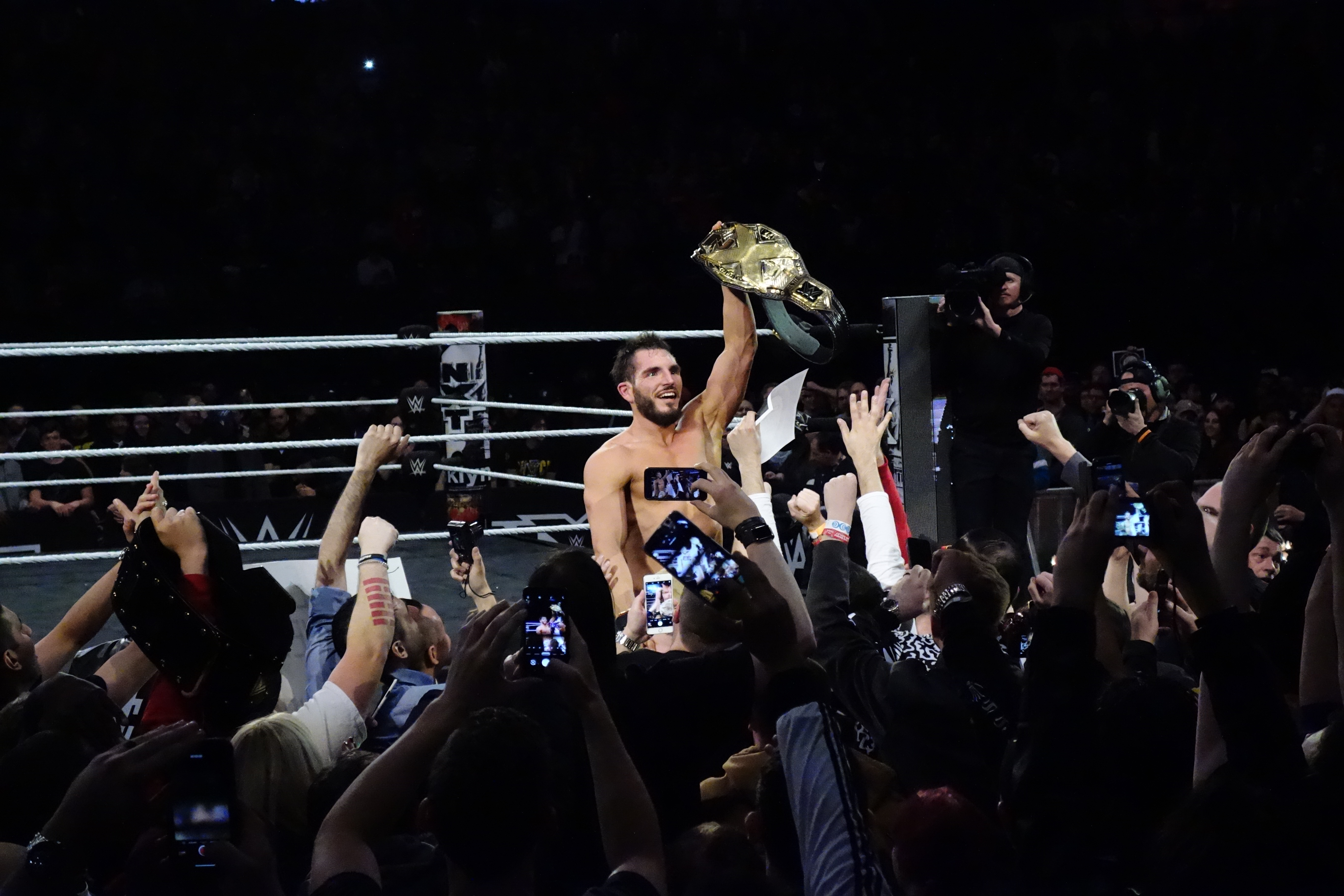
Johnny Gargano bat Adam Cole pour devenir le nouveau champion de la NXT.

Le 5 avril à NXT TakeOver: New York, il devient le nouveau champion de la NXT en battant Adam Cole dans un 2 Out of 3 Falls Match, remportant le titre pour la première fois de sa carrière. Le 1er juin à NXT TakeOver: XXV, il perd le match revanche face à son même adversaire, ne conservant pas son titre et mettant fin à un règne de 47 jours.
Le 10 août à NXT TakeOver: Toronto, il ne remporte pas le titre de la NXT, battu par son rival dans un 2 Out of 3 Falls Match.

#### Triple champion Nord-Américain de laNXT, The Way et départ (2020-2021)
Le 16 février 2020 à  NXT TakeOver: Portland, il perd face à Finn Bálor. Plus tard dans la soirée, il effectue un Heel Turn en intervenant pendant le match entre Adam Cole et Tommaso Ciampa, pour le titre de la NXT, où il attaque son désormais ex-partenaire avec la ceinture dans le dos de l'arbitre, permettant au premier de conserver son titre.
Le 7 juin à NXT TakeOver: In Your House, il ne remporte pas le titre Nord-Américain de la NXT, battu par Keith Lee.
Le 22 août à NXT TakeOver: XXX, il ne remporte pas la ceinture, battu par Damian Priest dans un Fatal 5-Way Ladder Match, qui inclut également Bronson Reed, Cameron Grimes et The Velveteen Dream.
Le 4 octobre à NXT TakeOver: 31, il ne remporte pas, pour la troisième fois, le titre Nord-Américain de la NXT, battu par son même adversaire. Le 28 octobre à NXT Halloween Havoc, il redevient champion Nord-Américain de la NXT en prenant sa revanche sur Damian Priest. Quatorze soirs plus tard à NXT, il perd face à Leon Ruff, à la suite d'une intervention extérieure de Damian Priest, ne conservant pas son titre. Le 6 décembre à NXT TakeOver: WarGames, il redevient champion Nord-Américain de la NXT en battant Leon Ruff et Damian Priest dans un Triple Threat Match, aidé par des interventions de sept Ghostface (dont l'un d'eux se révèle être Austin Theory), remportant le titre pour la troisième fois. Trois soirs plus tard à NXT, Austin Theory, Indi Hartwell, Candice LeRae et lui se réunissent et forment officiellement un clan appelé The Way.
Le 14 février 2021 à NXT TakeOver: Vengeance Day, il conserve son titre en battant Kushida.
Le 8 avril à NXT TakeOver: Stand & Deliver, il conserve son titre en battant Bronson Reed. Le 13 juin à NXT TakeOver: In Your House, il perd face à Karrion Kross dans un  Fatal 5-Way match, qui inclut également Adam Cole, Kyle O'Reilly et Pete Dunne, ne conservant pas son titre et mettant fin à un règne de 163 jours.
Le 5 décembre à NXT TakeOver: WarGames, l'équipe Black and Gold (Tommaso Ciampa, LA Knight, Pete Dunne et lui) perd face à celle de 2.0 (Bron Breakker, Carmelo Hayes, Tony D'Angelo et Grayson Waller) dans un WarGames Match. Deux soirs plus tard à NXT, le clan se sépare, car Austin Theory a été drafté à Raw, puis Indi Hartwell, Dexter Lumis et lui se disent au revoir dans les coulisses. Plus tard dans la soirée, il effectue une promo d'adieu avant de se faire attaquer par Grayson Waller avec une chaise, qui coince sa tête dedans et le pousse sur la marche d'acier, avant de le faire passer à travers la table des commentateurs. 3 jours plus tard, il quitte officiellement la compagnie et devient agent libre.

### Retour à la World Wrestling Entertainment (2022-...)

#### Débuts àRaw, retour du #DIY, Draft àSmackDownet double champion par équipes (2022-...)
Le 22 août 2022 à Raw, il fait son retour à la World Wrestling Entertainment après huit mois et demi d'absence, en tant que Face, où il annonce fièrement son Come Back, avant d'être interrompu par Austin Theory sur qui il porte un Superkick. Trois semaines plus tard à Raw, il dispute son premier match en solo et bat Chad Gable.
Le 30 décembre lors d'un Live Event à Toronto, il se blesse à l'épaule et doit s'absenter pendant un mois.
Le 28 janvier 2023 au Royal Rumble, il fait son retour de blessure après un mois d'absence, entre dans le Royal Rumble match masculin en 5e position, mais se fait éliminer par Dominik Mysterio et Finn Bálor. Le 18 février à Elimination Chamber, il ne remporte pas le titre des États-Unis de la WWE, battu par Austin Theory dans un Elimination Chamber match, qui inclut également Seth "Freakin" Rollins, Montez Ford, Damian Priest et Bronson Reed.
Le 2 octobre à Raw, après la conservation du titre Intercontinental de Gunther sur Tommaso Ciampa, il vient en aide au second, attaqué par les sbires du premier, et reforme officiellement #DIY avec son vieux partenaire.
Le 6 avril 2024 à WrestleMania XL, ils ne remportent pas les titres par équipes de Raw et SmackDown, battus par Awesome Truth (The Miz et R-Truth) et A-Town Down Under (Austin Theory et Grayson Waller) dans un 6-Pack Tag Team Ladder match qui inclut également The Judgment Day (Damian Priest et Finn Bálor), The New Day (Kofi Kingston et Xavier Woods) et New Catch Republic (Pete Dunne et Tyler Bate). Le 29 avril à Raw, lors du Draft, ils sont annoncés être officiellement transférés à SmackDown par Nick Aldis.
Le 5 juillet à SmackDown, ils deviennent les nouveaux champions par équipes en battant Austin Theory et Grayson Waller, remportent les titres pour la première fois de leurs carrières et leurs seconds titres par équipes. Le 2 août à SmackDown, ils ne conservent pas leurs ceintures, battus par la Bloodline (Jacob Fatu et Tama Tonga), ce qui met fin à un règne de 28 jours.
Le 6 décembre à SmackDown, ils redeviennent champions par équipes, pour la seconde fois, en battant Motor City Machine Guns. Pendant le combat, il effectue un Heel Turn, car il porte un Low-Blow sur Chris Sabin.

## Palmarès
- Absolute Intense Wrestling
  - 1 fois AIW Absolute Champion
  - 2 fois AIW Intense Division Champion
  - Gauntlet for the Gold (2012)
  - Jack of All Trios (2010) avec Flip Kendrick et Louis Lyndon

- Championship Wrestling Experience
  - 1 fois CWE Undisputed Champion

- Chikara
  - CHIKARA Campeonatos de Parejas (2 fois) avec Chuck Taylor
  - The Showdown Countdown (2010)

- Cleveland All–Pro Wrestling
  - 1 fois CAPW Junior Heavyweight Champion

- Dramatic Dream Team
  - 1 fois Ironman Heavymetalweight Championship [119]

- Dragon Gate USA
  - 2 fois Open the Freedom Gate Champion
  - 1 fois Open the United Gate Champion avec Rich Swann
  - CITIC Cup (2014)

- Evolve Wrestling
  - 1 fois Evolve Tag Team Championship avec Drew Galloway
  - Evolve Tag Team Championship Tournament (2016) avec Drew Galloway

- International Wrestling Cartel
  - 1 fois IWC Super Indy Champion
  - 1 fois IWC Tag Team Champion avec Michael Facade

- World Wrestling Entertainment (WWE/NXT)
  - 2 fois champion par équipe de la WWE - avec Tommaso Ciampa
  - 1 fois champion de la NXT
  - 3 fois champion Nord-Américain de la NXT
  - 1 fois champion par équipe de la NXT - avec Tommaso Ciampa
  - 1er NXT Triple Crown Champion
  - NXT Year-End Award (5 fois)
    - Match de l'année (2016) – avec Tommaso Ciampa vs. The Revival (Dash Wilder & Scott Dawson) lors d'un two-out-of-three falls match pour les NXT Tag Team Championships à NXT TakeOver: Toronto
    - Match de l'année (2018) – vs. Andrade Cien Almas pour le NXT Championship à NXT TakeOver: Philadelphia (2018)[120]
    - Rivalité de l'année (2018) vs. Tommaso Ciampa[121]
    - Match de l'année contre Adam Cole à NXT Takeover : New-York (2019)[122]
    - Rivalité de l'année contre Adam Cole (2019)[122]
- Prime Wrestling/Pro Wrestling Ohio 
  - 3 fois PWO Heavyweight Champion

- Smash Wrestling
  - 1 fois Smash Wrestling Champion
- Wrestling Cares Association
  - Race for the Ring Tournament (2014)

## Récompenses des magazines
- Pro Wrestling Illustrated

| Année | 2008 | 2009       | 2010 | 2011 | 2012 | 2013 | 2014 | 2015 | 2016 | 2017 | 2018 | 2019 | 2020 | 2021 | 2022       | 2023 | 2024 |
| ----- | ---- | ---------- | ---- | ---- | ---- | ---- | ---- | ---- | ---- | ---- | ---- | ---- | ---- | ---- | ---------- | ---- | ---- |
| Rang  | 410  | Non classé | 363  | 268  | 59   | 51   | 62   | 109  | 114  | 80   | 34   | 6    | 46   | 43   | Non classé | 227  | 259  |

- Wrestling Observer Newsletter

| # | Résultat | Adversaire           | Évènement                  | Date            | Durée | Lieu                             | Notes |
| - | -------- | -------------------- | -------------------------- | --------------- | ----- | -------------------------------- | --- |
| 1 | Défaite  | Andrade "Cien" Almas | NXT Takeover: Philadelphia | 27 janvier 2018 | 32:20 | Wells Fargo Center, Philadelphie | Le titre de champion de la NXT de Almas était en jeu.                                                                  |
| 2 | Victoire | Tommaso Ciampa       | NXT Takeover: New Orleans  | 7 avril 2018    | 37:06 | La Nouvelle-Orléans, Louisiane   | Si Gargano gagne, il retourne à la NXT, s'il perd, il quitte la NXT pour toujours.                                     |
| 3 | Victoire | Adam Cole            | NXT Takeover: New York     | 5 avril 2019    | 38:25 | Brooklyn, New York               | Le titre de champion de la NXT était vacant et mis en jeu dans un match 2-out-3 falls match. (le match a été noté 5.5) |
| 4 | Défaite  | Adam Cole            | NXT TakeOver XXV           | 1 juin 2019     | 32:00 | Bridgeport, Connecticut          | Le titre de champion de la NXT de Gargano était en jeu. (le match a été noté 5.25).                                    |

## Vie privée
Il est actuellement en couple et marié avec la catcheuse Candice LeRae. Le 12 août 2021, sa femme annonce être enceinte, sur les réseaux sociaux, et le couple attend leur premier enfant. Le 18 février 2022, ils sont officiellement parents d'un petit garçon, Quill Gargano.